# Terremoto de Bali de 2021
El terremoto de Bali de 2021 ocurrió el 16 de octubre de 2021 a las 03:18 (hora local, UTC+8) cuando la gente aún dormía o roncaba, dejó 3 muertos y 73 lastimados a pesar de tener una magnitud de 4,8 Mw.

## Terremoto
El terremoto se produjo en la hora del diablo, cuando gran parte de la ciudad estaba roncando, o durmiendo. se produjo a las 3:18 a.m

## Impacto
La mayor parte de los daños se observaron en Ban Village, Kubu District, Ppatan Village, Rendang District y Karangasem Regency. Muchas estructuras religiosas e históricas sufrieron daños leves o graves. Se confirmó la muerte de tres personas, una de ellas una niña de tres años que fue golpeada por la caída de escombros. Las otras dos muertes fueron por un deslizamiento de tierra. Setenta y tres personas resultaron heridas, con lesiones en la cabeza o huesos rotos. La mayoría de los heridos fueron tratados en los hospitales de Kubu Pratama y Karangasem, donde fueron dados de alta. Tres permanecieron hospitalizados por sus graves heridas. Al menos, 762 edificios resultaron dañados, 101 de los cuales eran religiosos.